# 임호경 (번역가)
임호경(1961년 ~ )은 대한민국의 프랑스어 번역가이다. 서울대학교 불어교육과를 졸업하고 파리 제8대학교에서 문학 박사학위를 취득했다. 피에르 르메트르, 엠마뉘엘 카레르, 베르나르 베르베르, 조르주 심농 등 프랑스 작가의 작품과 요나스 요나손, 스티그 라르손 등 스웨덴 작가들의 작품을 번역했으며, 대표적인 번역 작품으로는 라르손의 밀레니엄 시리즈 전권과 요나손의 《창문 넘어 도망친 100세 노인》, 베르베르의 《카산드라의 거울》, 심농의 메그레 경감 시리즈가 있다.

## 저작
- 천일야화 (앙트완 걀랑 작품, 열린책들)
- 조르주 심농 작품(열린책들)
  - 걀레 씨, 홀로 죽다
  - 누런 개
  - 센 강의 술집에서
  - 마제스틱 호텔의 지하
  - 리버티 바
- 구토(장 폴 사르트르 저, 문예출판사)
- 승자는 혼자다(파울로 코엘료 저, 문학동네)
- 책의 우주(움베르토 에코 저, 열린 책들)
- 스티그 라르손 작품
  - 밀레니엄 시리즈(뿔→문학동네)
    - 여자를 증오한 남자들
    - 불을 가지고 노는 소녀
    - 벌집을 발로 찬 소녀

- 다비드 라게르크란츠 작품
  - 밀레니엄 시리즈(문학동네)
    - 거미줄에 걸린 소녀

- 피에르 르메트르 작품
  - 사흘 그리고 한 인생(열린책들)
  - 실업자(다산책방)
  - 오르부아르(열린책들)
    - 오르부아르(미메시스, 그래픽북)

  - 웨딩드레스(다산책방)
  - 화재의 색깔 (열린 책들)
  - 우리 슬픔의 거울(열린 책들)

- 베르나르 베르베르 작품
  - 베르나르 베르베르의 상상력 사전(열린책들) - 이세욱과 공역
  - 신 5~6(열린책들)
  - 카산드라의 거울(열린책들)

- 요나스 요나손 작품
  - 셈을 할 줄 아는 까막눈이 여자(열린책들)
  - 창문 넘어 도망친 100세 노인(열린책들)
  - 킬러 안데르스와 그의 친구 둘(열린책들)
  - 핵을 들고 도망친 101세 노인(열린책들)
  - 달콤한 복수 주식회사(열린책들)

- 에마뉘엘 카레르 작품
  - 러시아 소설(열린책들)
  - 왕국(열린책들)
  - 나는 살았고, 너희는 죽었다(필립 K. 딕 평전) (열린책들)

- 남자의 자리(아니 에르노, 열린책들)
- 노라이프(알 코리아나, 다산책방)
- 육식 이야기(베르나르 키리니, 문학동네)
- 7년 후(기욤 뮈소)